# Tomasz Downarowicz
Tomasz Downarowicz (ur. 1956) – polski matematyk i inżynier podstawowych problemów techniki. W pracy naukowej zajmuje się teorią ergodyczną i układami dynamicznymi.
Absolwent Politechniki Wrocławskiej, gdzie w 1983 uzyskał też (pod kierunkiem Anzelma Iwanika) stopień doktora, a w 1996 doktora habilitowanego. Od 2005 jest profesorem i pracuje na macierzystej uczelni. Przez pewien czas zatrudniony był także w Instytucie Matematycznym Polskiej Akademii Nauk.
Swoje prace publikował m.in. w „Colloquium Mathematicum”, „Studia Mathematica”, „Ergodic Theory and Dynamical Systems”, „Israel Journal of Mathematics”, „Discrete and Continuous Dynamical Systems”, „Inventiones Mathematicae”, „Transactions of the American Mathematical Society” oraz „Journal für die Reine und Angewandte Mathematik”.
W 2009 został laureatem Nagrody im. Stefana Banacha, a w 2015 otrzymał Złoty Medal za Długoletnią Służbę. W 2019 był wyróżnionym prelegentem (keynote speaker) na konferencji Dynamics, Equations and Applications (DEA 2019). 
Wypromował sześcioro doktorów.